# Чорне та синє
«Чорне та синє» (англ. Black and Blue) — американський гостросюжетний бойовик 2019 року режисера Деона Тейлора, знятий за сценарієм Пітера А. Давлінга, з Наомі Гарріс, Тайрізом Гібсоном, Френком Ґрілло, Майком Колтером, Рейдом Скоттом і Бо Кнаппом у головних ролях. Фільм розповідає про поліцейського-новобранця, який починає переховуватись після того, як стає свідком вбивства.
Світова прем'єра стрічки відбулась 21 вересня 2019 року на кінофестивалі «Урбанворлд». Фільм вийшов у Північній Америці 25 жовтня 2019 року, компанія-дистиб'ютор — Screen Gems.

## Сюжет
Ветеран армії США Алісія Вест (Наомі Гарріс) повертається до рідного міста в Новому Орлеані, де її наймають у місцевий відділ поліції. Кевіну Дженнінгс (Рейд Скотт) роз'яснює новій напарниці про різницю проживання в громаді, в якій вона виросла, та поліції.
Одного разу, відповідаючи на дзвінок 911, Дікон каже Алісії зачекати резервного копіювання, коли він вирушає на місце злочину. Через певний час Алісія помічає стрілянину в будівлі на іншому боці вулиці та направляється туди, озброївшись пістолетом Glock і жилетом із нагрудним відеореєстратором.
На місці Алісія стає свідком вбивства неозброєного наркодилера Діконом і ще двох співробітників поліції. Офіцер Смітті (Бо Кнапп) починає панікувати, побачивши камеру Алісії та стріляє у неї.
Поранена Алісія намагається отримати допомогу, але всі її уникають через її роботу. Коли приїжджає поліцейський, Алісія розуміє, що Террі шантажував відділ. Це змушує її сховатися в будинку Майло Джексона (Тайріз Гібсон), який неохоче приховує її. Террі також шантажує кримінального авторитета Даріуса через причетність до Алісії.
Одужавши в будинку Майло, Алісія дізнається шляхом перегляду відео з нагрудної камери, що Дікон, Террі та Смітті — корумповані поліцейські. Крім того Алісії необхідно завантажити кадри вбивства протягом дванадцяти годин, інакше вони будуть стерті корумпованими офіцерами. Щоб завоювати довіру Майло, він просить Алісію приховати свою особу як офіцера поліції, щоб її не вбили.
Переслідуючи Террі та гангстерів, які працюють на Даріуса, Алісія розробляє план — вона передасть кадри Майло, поки вона заманить Террі та Смітті. План виходить вдалим, вона виманює Смітті та вступає в бійку з Террі. Террі був застрелений Дженнінгсом у груди.
Майло завантажує кадри в мережу, викриваючи дії корупціонерів. Террі заарештовують, а ім'я Алісії очищено, тому вона отримує повагу громади.

## У ролях
| Актор             | Роль            |
| ----------------- | --------------- |
| Наомі Гарріс      | Алісія Вест     |
| Тайріз Гібсон     | Майло Джейсон   |
| Френк Ґрілло      | Террі Малоун    |
| Майк Колтер       | Даріус Терроу   |
| Рейд Скотт        | Кевін Дженнінгс |
| Бо Кнапп          | Смітті          |
| Нафесса Вільямс   | Міссі           |
| Джеймс Мозес Блек | Дікон Браун     |
| Френкі Сміт       | Тез             |

## Виробництво
У серпні 2017 року було оголошено, що компанія Screen Gems придбала пробний сценарій Пітера А. Давлінга, продюсуванням якого займеться Шон Соренсен від Royal Viking Entertainment. У серпні 2018 року Деон Тейлор отримав місце режисера, а Роксана Авент стала виконавчим продюсером стрічки від Hidden Empire Film Group. У грудні 2018 року до акторського складу приєдналася Наомі Гарріс. У січні 2019 року ролі отримали Френк Ґрілло, Рейд Скотт, Тайріз Гібсон, Бо Кнапп, Майк Колтер і Нафесса Вільямс. У березні 2019 року до фільму приєднався актор Джеймс Мозес Блек. У квітні 2019 року до них приєдналася Френкі Сміт.

### Знімання
Основне знімання розпочали 16 січня 2019 року та завершилась 28 лютого 2019 року. Фільм був знятий за допомогою камер CineAlta, Sony α7S II та Sony Xperia 1. Всі ці пристрої продаються та виробляються компанією Sony, материнською компанією Sony Pictures і Screen Gems.

## Випуск
Світова прем'єра стрічки відбулась 21 вересня 2019 року на кінофестивалі «Урбанворлд». Фільм вийшов 25 жовтня 2019 року у Північній Америці, компанія-дистриб'ютор — Screen Gems. Спочатку його планували випустити 20 вересня 2019 року.

## Сприйняття

### Касові збори
У Сполучених Штатах і Канаді фільм вийшов разом із «Війною струмів» і «Зворотним відліком», і, за прогнозами, мав зібрати $8–11 мільйонів з 2062 кінотеатрів. У перший день касові збори склали 3,1 мільйона доларів, зокрема 675 000 доларів за попередній перегляд у четвер. За перші вихідні стрічка отримала $ 8,3 мільйона, ставши шостою; Моніторинг соціальних мереж RelishMix заявив, що низький показник спричинений «нудьгою від цього типу трилера про поліцейського». У свої другі вихідні касові збори знизились на 50 % до 4,1 мільйона доларів, фільм фінішував восьмим.

### Критика
На сайті Rotten Tomatoes фільм має рейтинг схвалення 47 % та середню оцінку 5,44 / 10, на основі 75 оглядів. У критичному консенсусі зазначено: «„Чорне та синє“ піднесений основною роботою Наомі Гарріс, хай і кінцевий результат потерпає від спрощеного трактування актуальних тем». На Metacritic середньозважена оцінка — 53 зі 100 на основі 21 відгуку від критиків, що вказує на «змішані чи середні відгуки». Глядачі, опитані CinemaScore, дали фільму оцінку «A-» за шкалою від A до F, тоді як на PostTrak стрічка отримала загальну позитивну оцінку 80 %, оцінивши 4 з 5 зірок.
Кендіс Фредерік написала: «„Чорне та синє“ — переповнений напруженими автомобільними погонями та тривожними моментами, які, безсумнівно, розважать основну аудиторію, але фільм вагається, коли намагається зобразити необхідні та недостатньо обговорювані суспільні питання, поза його назвою».